# Корисні копалини Канади
Корисні копалини Канади.

## Загальна характеристика
У Канади є потужна мінерально-сировинна база (табл. 1), яка дозволяє забезпечити внутрішні потреби країни в більшості корисних копалин, — і експортувати азбест, руди цинку, нікелю, свинцю, заліза, міді, калійних солей, срібла, нафту, газ і інших. Канада ввозить руди марганцю, хрому, олова, боксити і фосфатні руди. У загальних запасах промислово розвинених країн Заходу, на частку Канади наприкінці XX ст. припадало 16 % урану, 14 % залізняку, 20 % ільменіту, 9 % нікелю, 8 % кобальту, 29 % вольфраму, 6 % міді, 22 % цинку, по 14 % молібдену і свинцю, 50 % азбесту, 90 % калійних солей. 
.
Таблиця 1. — Основні корисні копалини Канади станом на 1998—1999 рр.
| Корисні копалини                           | Запаси       | Запаси   | Вміст корисного компоненту в рудах, % | Частка у світі, % |
| Корисні копалини                           | Підтверджені | Загальні | Вміст корисного компоненту в рудах, % | Частка у світі, % |
| Метали платинової групи, т                 | 520          |          | 6,2 г/т                               |                   |
| Алмази, млн кар. -природних -ювелірних     |              | 112 64,2 |                                       | 9,4 15,3          |
| Барит, тис. т                              | 11000        | 13000    | 20—90 (BaSO4)                         | 3,2               |
| Берилій, тис. т                            | 13,6         | 16       | 1 (ВеО)                               | 6                 |
| Вольфрам, тис. т                           | 260          | 490      | 0,8 (WO3)                             | 10                |
| Залізні руди, млн т                        | 12000        | 26000    | 40 (Fe)                               | 6,9               |
| Золото, т                                  | 3200         | 4450     | 0,8—2,95 г/т                          | 6,5               |
| Калійні солі, млн т (в перерахунку на К2О) | 4400         | 14500    | 23 (К2О)                              | 58,4              |
| Кобальт, тис. т                            | 83           | 440      | 0,05(Со)                              | 1,5               |
| Марганцеві руди, млн т                     | 3            | 45       | 11 (Mn)                               | 0,1               |
| Мідь, тис. т                               | 21840        | 33735    | 0,74 (Cu)                             | 3,3               |
| Молібден, тис. т                           | 428          | 561      | 0,024 — 0,12                          | 4,8               |
| Нафта, млн т                               | 750          |          |                                       | 0,5               |
| Нікель, тис. т                             | 7390         | 9700     | 1,72 (Ni)                             | 14,8              |
| Пентоксид ніобію, тис. т                   | 140          | 410      | 0,64                                  | 1,48              |
| Олово, тис. т                              | 90           | 155      | 0,17                                  |                   |
| Плавиковий шпат, млн т                     | 2,9          | 3,5      | 45 (CaF2)                             | 1,5               |
| Природний горючий газ, млрд м³             | 1840         |          |                                       | 1,3               |
| Свинець, тис. т                            | 9224         | 16314    | 2,8 (Pb)                              | 7,6               |
| Срібло, т                                  | 40590        | 58740    | 400 г/т                               | 7,4               |
| Стибій, тис. т                             | 114          | 140      | 3 (Sb)                                | 2,6               |
| пентоксид танталу, т                       | 1800         | 1800     | 0,11 (Ta2O5)                          | 2,35              |
| Вугілля, млн т                             | 77300        | 248000   |                                       |                   |
| Апатити, млн т                             | 11           | 48       | 17,7 (Р2О5)                           | 0,22              |
| Хромові руди, млн т                        | 3,7          |          | 21 (Cr2O3)                            | 0,08              |
| Цинк, тис. т                               | 22800        | 55000    | 7,3 (Zn)                              | 8,2               |
| Уран, тис. т                               | 331          | 430      | 7,72                                  | 13,1              |

## Окремі види корисних копалин
Нафта і газ. У Канаді основні запаси нафти і газоконденсату зосереджено в західних провінціях країни: Саскачеван, Альберта, Британська Колумбія (Західно-Канадський, Віллістоунський НГБ і інших). Загальна потужність осадових відкладів досягає 5-6 км.
Найбільш великі нафтогазоносні басейни: Західно-Канадський, Бофорта і Свердруп, Баффіно-Лабрадорський і Новошотландський. Загальна їх площа 7175 тис. км², з них на акваторіях 4728 тис. км². Крім того, в Канаді відомі найбільші світові поклади бітумінозних пісків, ресурси яких становлять 15 млрд т «синтетичної» нафти. Відкрито понад 1200 родовищ нафти, газу і бітумів. Нафтогазоносність встановлена в межах всього осадового чохла від кембрію до антропогену. Найпродуктивніші рифогенні відклади девонського, доломітизировані вапняки кам'яно-вугільного періоду і піщані товщі крейди. На глибині 1-3 км зосереджено 85 % запасів нафти і конденсату, 35 % газу. На відклади девону відповідно припадає 50 і 33 %, на кам'яно-вугільного  — 9 % і 24 %, крейди — 34 % і 25 %. Найбільші родовища: Хібернія, Бен-Невіс, Б'ярні (Баффіно-Лабрадорський басейн), Пембіна, Вест-Пембіна, Свон-Гілс, Кросфілд, Рейнбоу, Редуотер, Тернер-Валлі, Ледюк та інші (Західно-Канадський басейн), Адго, Аткінсон-Пойнт, Тарсьют, Коакоак, Копаноар, Маллік і інші (басейн Бофорта), Вайтфіш, Крістофер-Бей, Сіско, Уолліс та інші (басейн Свердруп).
Нафта у бітумінозних пісках. Найбільші родовища бітумінозних пісків: Атабаска, Колд-Лейк, Піс-Рівер, Траєнгл, Уобаска в провінції Альберта. Найбільше родовище Атабаска відкрите ще в XVIII ст.: пробні розробки бітумінозних пісків мали місце ще до 1778 р. Геологічні запаси бітумів цього унікального родовища оцінюються в 100—138 млрд куб.м, з них близько 12 млрд куб.м залягають на глибинах до 45 м. З бітумів Атабаски можна отримати не менше 36 млрд т нафти. За запасами до Атабаски наближаються поклади бітумінозних пісків на арктичному острові Мелвілл, але вони на 2002 р. ще не розвідані (прогнозні запаси родовища на о. Мелвілл оцінюють до 80 млрд т нафти). Доведені запаси бітумів інших родовищ значно менші (млрд т): Колд-Лейк — 13.7, Уобаска — 13.7, Піс-Рівер — 11.8. Бітумінозні піски залягають на глибинах 150—800 м, густина флюїдів 0.979-0.994 г/см³. Тільки за рахунок запасів нафти в бітумінозних пісках Канада може задовольняти свої енергетичні потреби протягом 475 років або світові протягом 15 років.
Доведені запаси нафти в «рентабельній» частині розвіданих родовищ на початок 2001 р. становили 300 млрд бар., або приймаючи середню густину флюїду 1.00 г/см³, близько 48 млрд т.
Природний газ. Основна частина доведених запасів газу в Канаді зосереджена в Західно-Канадському НГБ, де виявлено 1621 газове родовище. Прогнозні ресурси газу провінції Альберта (Західно-Канадський НГБ) оцінюються Канадським комітетом по газу (Canadian Gas Potential Committee) в 3452.6 трлн м³. Значні перспективи пов'язуються зі східними акваторіями Канади; прогнозні ресурси природного газу в межах шельфу між Ньюфаундлендом і Новою Шотландією визначаються в 1415 трлн м³. У цих оцінках не враховуються ресурси важкодоступних районів і ресурси газу вугільних родовищ («unconventional resources»). Див. Трансканадський трубопровід.
У 1999 р. компанія «Chevron Canada Resources» в прикордонному районі провінції Британська Колумбія і Північно-Західних Територій свердловина К-29 (дебіт 1 млн м³/добу) розкрила нове родовище газу з запасами в 17 млрд куб.м. У 2000 р. в трьох свердловинах, пробурених компаніями «Berkley», «Paramount» , «Chevron Canada Resources», «Apache», «Murphy Oil Corp.» і «Beau Canada» , отримані притоки 0.9-2.3 млн м³/добу. У січні 2000 р. компанія «PanCanadian Petroleum» повідомила про значне газове відкриття Пануке-Діп на шельфі провінції Нова Шотландія. Газовий поклад виявлений під нафтовим родовищем. Пробурені чотири свердловини, дебіти яких перевищили 1.4 млн м³/добу. На початку 2001 р. компанія розпочала комерційну розробку газового родовища; пуск в експлуатацію з початковим рівнем видобутку 11 млн м³/добу очікується в 2005 р.
Вугілля. Найважливішими вугільними басейнами Канади є Альберта (буре вугілля і лігніти) і ряд басейнів регіону Скелястих гір. Родовища Скелястих гір характеризуються звичайно пологим заляганням пластів, вугілля добре коксується. Основна вугленосність Канади приурочена до середнього і верхнього карбону (Північні Аппалачі), верхньої крейди і частково палеоцену (передгір'я Скелястих гір, басейн Альберта). Вугілля довгополуменеве, іноді бітумінозне, в палеозої — коксівне. В басейні Сідні, розташованому на о. Кейп-Бретон запаси понад 1,2 млрд т, або близько 90 % загальних запасів Північних Аппалач, потужність пластів 1,2-2,4 м; в родовищі Мінто (Нью-Брансуїк) — 40 млн т, пласти 30-90 см. Родовище торфу є г.ч. в провінції Онтаріо.
Кристалогідрати. У дельті р. Макензі у 1998 р. на глибині 819—1111 м виявлений пласт гідратів метану потужністю 110 м. Запланована його промислова розробка.
Уран. Канада за розвіданими запасами уранових руд посідає 1-е місце в Північній Америці і 3-є у світі (запаси урану на 2000 р — 433 тис. т). Родовище уранових руд розташовані на Канадському щиті і пов'язані з докембрійськими кварцовими конґломератами. Мінерали: бранерит, уранініт і багатий ураном монцоніт, уранова смолка та інші. Головні родовища відомі в районі Елліот-Лейк (Блайнд-Рівер, середній вміст U3O8 близько 0,2 %) та Порт-Радій (оз. Велике Ведмеже) і Ураніум-Сіті (оз. Атабаска).
Залізні руди. Канада має значні родовища залізняку, за запасами яких займає 2-е місце в Північній Америці після США (1999). Основні поклади пов'язані із залізистими кварцитами архею і особливо нижньою протерозою Канадського щита — залізорудним поясом п-ова Лабрадор і Верхнього озера залізорудного басейну, архейські родовища (Мішипікотен, Мус-Маунтін, Стіп-Рок в провінції Онтаріо) — з вулканогенними товщами зелено-кам'яних поясів. Рудні тіла магнетит-гематит-кременистого складу протяжністю до декількох км при потужності 20-30 м. Залізорудні товщі набагато потужніші, ніж архейські, простягаються на значній відстані (до 1000 км на п-ові Лабрадор). У їх складі переважають магнетит- і гематит-кременисті, рідше сидеритові породи, зони окиснення складені природно збагаченими гематит-гетитовими рудами, що містять до 65 % заліза, 5-12 % кремнезему і 0,01-0,09 % фосфору. Найбільші родовища (Шеффервілл, Уобуш) розташовані на п-ові Лабрадор, в структурних провінції Черчілл і Гренвілл. Родовища того ж типу, але позбавлені великих зон повторного збагачення, відомі вздовж східного узбережжя Гудзонової затоки, в Центральному Квебеку і в інших місцях. Велике родовище кременисто-гематитових залізистих руд Снейк-Рівер (середній вміст заліза 46 %) приурочене до верхньопротерозойських відкладів гір Макензі. Крім того, промисловий інтерес представляють поклади оолітових гематит-магнетитових руд середнього кембрію, нижнього девону і ордовика Північних Аппалач (родовище Уобана на о. Ньюфаундленд, середній вміст заліза 52 %); магматогенні родовища середньо-рифейських анортозитів (провінція Гренвілл), ооліт-гематитові руди верхньої крейди Альберти (Клір-Гіллс, середній вміст заліза 31 %).
Титан. Головні запаси титанових руд Канади (1-е місце в Північній Америці) зосереджені в ільменіт-гематитових рудах. Найбільше родовище Лак Тіо містить понад 125 млн т руд з середнім вмістом титану 20,4 %, заліза 41 %.
Вольфрам. За запасами руд вольфраму Канада займає 1-е місце в Північній Америці. За ресурсами вольфраму Канада займає 4-е місце у світі — 7.7 % (1.7 млн т) — після Китаю, Росії та Казахстану.
Вольфрамові родовища розташовані в центральній частині Кордильєр (Британська Колумбія, Юкон, Північно-Західні території), де пов'язані з гранітоїдами крейди. Понад 75 % підтверджених запасів пов'язані з багатими шеєлітовими рудами скарнових родовищ. Вміст триоксиду вольфраму в них від 0.7-1.2 % до 2.5 %. До штокверкового типу належить родовище комплексних олово-вольфрамових руд Маунт-Плезант із запасами 60 тис. т металу при середньому вмісті триоксиду вольфраму 0.39 %.
Золото. За підтвердженими запасами золота країна займає 2-е місце на континенті після США (1999). Наприкінці XX ст. (1998) Гірничим бюро і Геологічною службою США база запасів золота Канади і Росії оцінювалася по 3.5 тис. т (в той же час світова база — 72 тис. т). Прогнозні ресурси золота в країні — 2-5 тис. т, що становить 6-ту позицію у світі (поряд з Австралією, Венесуелою, Ґаною, Індонезією, Папуа Новою Ґвінеєю, Перу і Чилі, де прогнозні ресурси золота теж є в межах по 2-5 тис. т). Перші позиції займають: ПАР — 60 тис. т, Росія — 25 тис. т, Китай, Бразилія (7-10 тис. т в кожній) і США (5-7 тис. т).
На Канадському щиті розташовані численні корінні родовища золота, приурочені до основних вулканітів і гіпабісальних тіл архею. Найбільші з них — в провінціях Сьюпіріор і Слейв. Значні запаси золота є також в мідно-свинцево-нікелевих родовищ Канадського щита.
На початку XXI ст. в Канаді запаси золота (категорій proven+probable та інш.) успішно нарощують в ході дорозвідки флангів і глибоких горизонтів ряду золоторудних родовищ, наприклад: Ред-Лейк (Red Lake) в провінції Онтаріо — до 134 т золота (проти 59 т у 1998) при середньому вмісті Au 46.89 г/т, Ла-Ронд (LaRonde) в провінції Квебек — до 101.4 т (проти 46 т за підрахунками 1997—1998 рр.), загальні запаси Каса-Берарді (Casa Berardi) в північній частині провінції Квебек — до 71.6 т (проти 22 т у 1997).
Кобальт. За підтвердженими запасами кобальту Канада займає 2-е місце серед країн Америки (з великим відривом після Куби, 1999). Руди кобальту пов'язані з мідно-нікелевими (родовищ Садбері) і срібно-кобальто-нікелевими рудами (родовищ Кобальт і Гауганда в Онтаріо).
Мідь. Канада має 4-ті на Американському континенті підтверджені запаси міді (після Чилі, США, Перу, 1999). Основна частина запасів мідних руд зосереджена на Канадському щиті, де укладена в мідно-нікелевих і в стратифікованих колчеданих родовищ, які приурочені до вулканітів архею, рідше — до метаосадів протерозою. Головні родовища: Хорн, Норанда, Малартік, Шибугамо, Флін-Флон, Бренда.
Молібден. Канада володіє 4,1 % загальних і 4,8 % підтверджених світових запасів молібдену. Молібден-мідно-порфірові родовища, розташовані на Канадському щиті, в Півніни Аппалачах і в Кордильєрах. Основна частина молібденоворудних об'єктів розташована в провінції Британська Колумбія (близько 30 родовищ), головному гірничодобувному регіоні країни, що має розвинену інфраструктуру. Велика частина (55 %) запасів молібдену зосереджена в двох великих родовищах молібден-порфірового типу. Це родовище Ендако (підтверджені запаси — 105 тис. т, вміст молібдену — 0.10-0.14 %) і подібне йому резервне родовище Кітсолт (114 тис. т, 0.11 %). Інша частина запасів укладена в порівняно невеликих, з підтвердженими запасами до 50 тис. т, родовищах молібден-міднопорфірового типу (Хаклберрі, Гібралтар, Хайленд-Валлі тощо). Планується освоєння недавно переоціненого родовища Казіно (Територія Юкон). Мінерально-сировинна база країни достатня для того, щоб Канада зберігала положення одного з основних світових виробників молібдену.
Нікель. За запасами нікелевих руд Канада займає 1-е місце в Америці (1999) і постачає основну масу нікелю, який виробляється у промислово розвинених країнах Заходу. Всі запаси нікелю в Канаді сконцентровані на Канадському щиті (Онтаріо, Манітоба). Руди пов'язані з основними і ультраосновними інтрузіями ниж. протерозою.
У Канаді всі підтверджені запаси нікелю знаходяться в сульфідних мідно-нікелевих родовищах, велика частина яких розташована в рудних районах Садбері (провінція Онтаріо) і Томпсон (Манітоба). Найважливіший рудний басейн  — Садбері, де відомо понад 60 родовищ, з яких 20 вже відпрацьовано. Найбагатші руди містять до 9 % нікелю, рядові — 0.7-1.5 %. В рудному районі Томпсон відкрито 19 родовищ, розробляються поки тільки три. Середній вміст нікелю в рудах — 2.77 %. У багатих рудах він досягає 10 %. Ряд сульфідних мідно-нікелевих родовищ розвідано на півночі Канади в провінціях Квебек (5 родовищ рудного району Реглан, підтверджені запаси якого на початок 1998 р. становили 14.4 млн т руди з середнім вмістом нікелю 3.17 %, міді 0.88 %) і Ньюфаундленд (гігантське родовище Войсі-Бей, виявлені ресурси якого на початок 1998 р. оцінені в 116 млн т, з них 31.7 млн т руди, яка містить 2.83 % Ni, 1.68 % Cu і 0.12 % Co, належать до категорії підтверджених запасів). Врахування цих запасів зумовило до зростання підтверджених запасів нікелю Канади в 1997 р. у порівнянні з 1996 р. на 19.1 %.
Поліметали. За запасами руд свинцю, цинку і срібла Канада в Америці поступається тільки США. Головне джерело цинку — стратифіковані мідно-свинцево-цинкові родовища структурних провінцій Сьюпіріор і Черчілл. Найбільші з них — Тіммінс, Норанда, Маттагамі, Флін-Флон. Батерст-Ньюкасл — унікальний за масштабами рудний поліметалічний район.
Срібло. Гол. джерела срібла — поліметалічні родов. Канадського щита і південній частини Скелястих гір. Головні родовища — Кобальт і Салліван. На межі XX-XXI ст. до 65 % підтверджених запасів срібла знаходиться в колчеданно-поліметалічних родовищах Брансуік-12, Кідд-Крік, Ескей-Крік, Салліван, Волверін і ряді інших, що забезпечують понад 60 % річного видобутку. У натуральному вираженні підтверджені запаси срібла в цих родовищах коливаються від 400 до 5500 т, як правило, перевищуючи 1 тис. т; середній вміст срібла в рудах становлять 50-2500 г/т. У родовищах золота зосереджено до 30 % підтверджених запасів срібла, і з них добувається до 35 % цього металу. Запаси срібла в цих родовищах коливаються від 20 до 500 т, вміст срібла становить перші десятки г/т. Забезпеченість країни загальними запасами — 47 років.
Платиноїди. За запасами металів платинової групи Канада займає 4-е місце у світі (після ПАР, Росії, Зімбабве, 1999). Прогнозні ресурси МГП Канади становлять 0,3-1 тис. т. Найбільше в Канаді родовище платиноїдів Лак-дез-Іль розташоване за 80 км на північний-захід від м. Тандер-Бей на північному березі оз. Верхнє. Відкрите в 1963 р. Загальні запаси (включаючи підтверджені): 145.6 млн т руди з вмістом паладію 1.57 г/т (228.6 т паладію), платини — 0.17 г/т (25 т), всього 253.6 т загальних запасів МПГ. Крім того, в рудах є золото (0.12 г/т), нікель (0.05 %) і мідь (0.06 %) [Mining Journal. 2001. V.336, № 8624].
Інші металічні корисні копалини. Крім зазначених вище, в Канаді з металічних корисних копалин є марганцеві, хромові, берилієві та літієві, ніобієві, ртутні і стибієві, а також танталові руди.
Алмази. За ресурсами алмазів Канада займає 1-е місце в Америці і 4-е у світі (після Ботсвани, Намібії та Анголи, 1999). Алмазовмісні гірські породи розташовані на північному заході території Канади. Перспективною на алмази є площа Кемселл Лейк. З валової проби 5986 т, відібраної по блоку Хейвуд, вилучено 10708 карат алмазів, оцінених в середньому по 104, 96 дол./карат.
Перші алмазоносні кімберліти в Канаді були відкриті в 1991 р., а до кінця 2000 р. загальна кількість знайдених кімберлітових тіл перевищила вже 200. Близько 40 % виявлених тіл алмазоносні, і приблизно в 20 з них концентрації алмазів і/або їх запаси досягають промислових значень або близькі до них. За вмістом алмазів канадські родовища перевершують майже всі родовища світу і схожі з родовищ РФ. Головний генетичний тип родовищ — кімберлітовий. Крім того, встановлено і новий тип виявів, пов'язаний з ультраосновними лампрофірами. У більшості випадків алмазоносні кімберліти утворюють трубки вибуху, зрідка алмази знаходять в кімберлітових дайках. Велика частина відомих кімберлітових тіл Канади розташовується в провінції Північно-Західні Території (ПЗТ), у вузькій зоні (так званий «Коридор Надії»), що простягається майже на 350 км від оз. Флетчер (Fletcher) на південному-сході до району озер Такіджук (Takijuq) і Контуойто на північному-заході. Кімберліти ПЗТ приурочені до кратона Слейв (Slave). Найщільніша концентрація кімберлітових тіл спостерігається в районі оз. Лак-де-Гра (Lac de Gras), що вважається географічним центром кратона. Практично всі кімберлітові тіла відрізняються багатофазністю [6th International Kimberlite Conference Extended Abstracts. Novosibirsk, 1995].
Наступною після ПЗТ потенційно алмазоносною провінцією Канади може стати провінція Альберта. На півночі її центральної частини, за 360 км північно-західніше від столиці відкрита алмазоносна площа Баффало-Гіллс (Buffalo Hills).
У центральній частині провінції Саскачеван, в 30-50 км від м. Прінс-Альберт (Prince Albert), ведуться роботи за проектом «Форт-а-ла-Корн» (Fort а la Corne), який передбачає пошук на алмази. Продовжуються також пошукові роботи в провінції Онтаріо, на кратоні Сьюперіор (Superior), на півночі провінції Квебек, на острові Вікторія, острові Баффінова Земля та інших територіях.
Калійні солі. За запасами калійних солей Канада займає 1-е місце у світі. Загальні запаси солей до глиб. 1000 м перевищують 6,4 млн т. Понад 90 % розвіданих запасів калійних солей зосереджено в межах Саскачеванського калійного басейну в провінції Саскачеван. Менше практичне значення має калійний басейн Монктон на крайньому південному сході країни (провінція Нью-Брансуїк). У Саскачеванському басейні поклади калійних солей приурочені до верхньої частини середньодевонської соленосної формації Прері Евапорайт. Головний калійний мінерал — сильвін, другорядний — карналіт. Горизонти, що експлуатуються потужністю близько 25 м залягають на глибині понад 1000 м. Середній вміст K2O — 23 %. Всі родовища розробляються шахтним способом, за винятком Белл-Плейн, де видобуток здійснюється методом підземного розчинення. У басейні Монктон калійні солі залягають в товщі середнього і пізньокам'яновугільного віку і відпрацьовуються в інтервалі глибин 600—1000 м. Головний породотвірний мінерал — сильвін. Середній вміст K2O в рудах — 23-28 %.
Родовища кам'яної солі приурочені до евапоритових товщ девону (Альберта і Півд. Манітоба) і верхнього силуру (Онтаріо), де потужність пласта місцями перевищує 200 м.
Родовища гіпсу відомі у верхньому силурі (Онтаріо) і нижньому карбоні (Нова Шотландія і Нью-Брансуїк), в пермі (Альберта), девоні (Скелясті гори), юрі (Манітоба).
Родовища сульфату натрію (мірабіліту) зосереджені в озерах провінцій Саскачеван і Альберта.
Поклади флюориту, часто в супроводі бариту і целестину утворюють промислові родовища жильного типу (Онтаріо та Квебек). На о. Ньюфаундленд вони пов'язані з девонськими відкладами, в Кордильєрах приурочені до палеоценових сієнітів.
Запаси бариту в Канаді зосереджені головним чином в Аппалачах, де вони асоціюють зі свинцево-цинково-мідними рудами (Нова Шотландія). За підтвердженими запасами бариту Канада поступається на Американському континенті тільки США, а у світі займає 4-е місце (після Казахстану, Китаю, Індії та США, 1999).
Родовища тальку сконцентровані в Аппалачах (родовище Саут-Болтон та ін.), Онтаріо (Мадок та ін.).
За запасами азбесту Канада займає 1-е місце в Північній Америці. Найбільш великі родовища розташовані в складчастому поясі Аппалач, провінції Квебек, на о. Ньюфаундленд. Вони асоціюють з ультрабазитами, які залягають серед порід кембрію і ордовика.
Канада володіє значними запасами нефелінового сієніту, родовища якого відомі в провінції Онтаріо. З виробного каміння найбільш відомі великі родовища ювелірного нефриту, запаси якого оцінюються близько 70 тис. т при виході кондиційної сировини 10 %. Крім того, Канада має численні родовища нерудних будівельних матеріалів: піщано-гравійної сировини, гіпсу, вапняку, доломіту, кварцового піску, діатоміту, облицювального і декоративного каменю тощо.